# Chin Sian Thang
Pour les articles homonymes, voir Thang.
Chin Sian Thang (né 6 avril 1938 - mort le 31 juillet 2021) est un homme politique birman qui était président du Congrès Zomi pour la démocratie (en), anciennement le Congrès national Zomi (en), un parti politique en Birmanie.

## Biographie
Élu membre du Parlement lors des élections de 1990, il a également été membre du Comité représentant le Parlement populaire, un groupe soutenu par 251 candidats élus en 1990. Considéré comme un chef ethnique modéré, il était diplômé de l'Université de Yangon en droit. Il est le co-auteur de « In Burma, a Cry for UN Help ».
Chin Sian Thang est décédé de la COVID-19 en juillet 2021.